# Jardim Botânico da Universidade de Viena

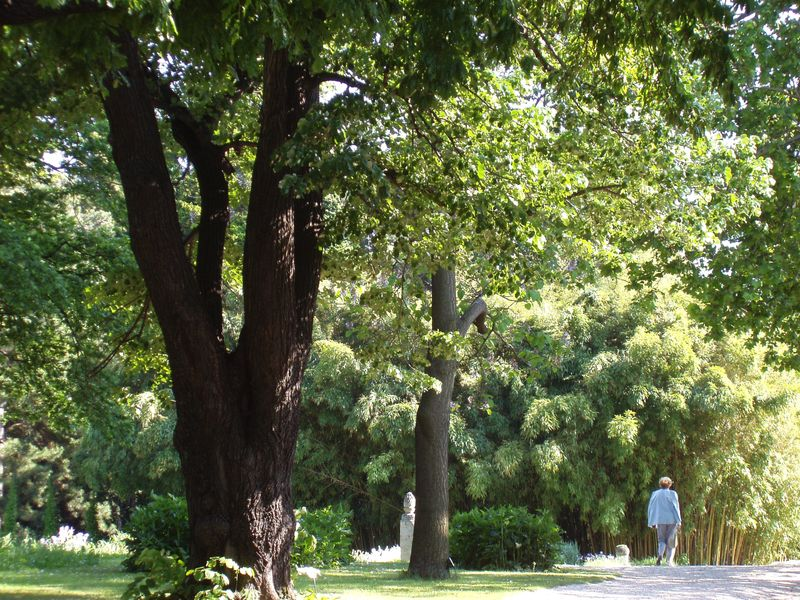
O Jardim Botânico da Universidade de Viena

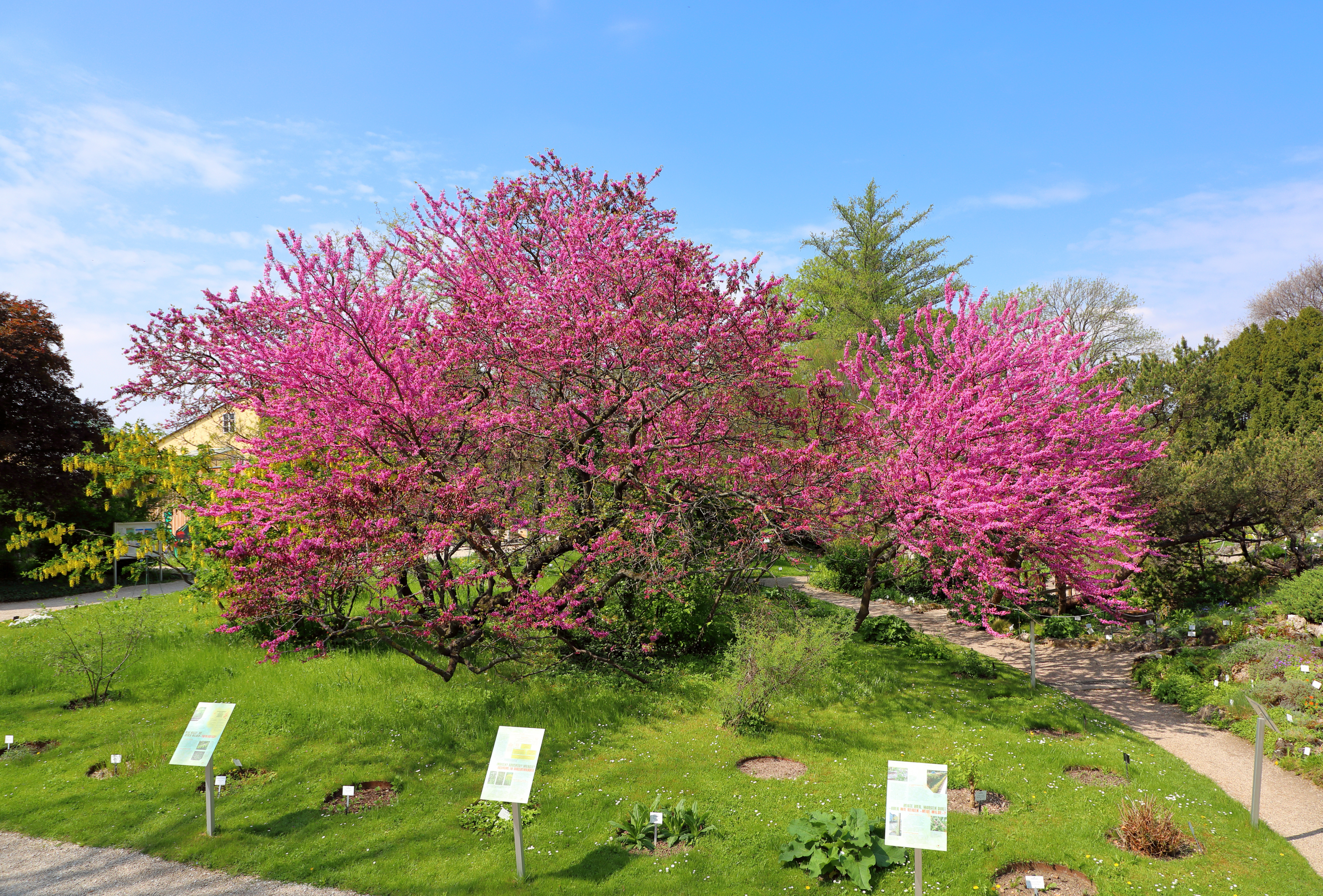
Aŕvores florescendo de Judas (Cercis siliquastrum) ao lado da entrada principal

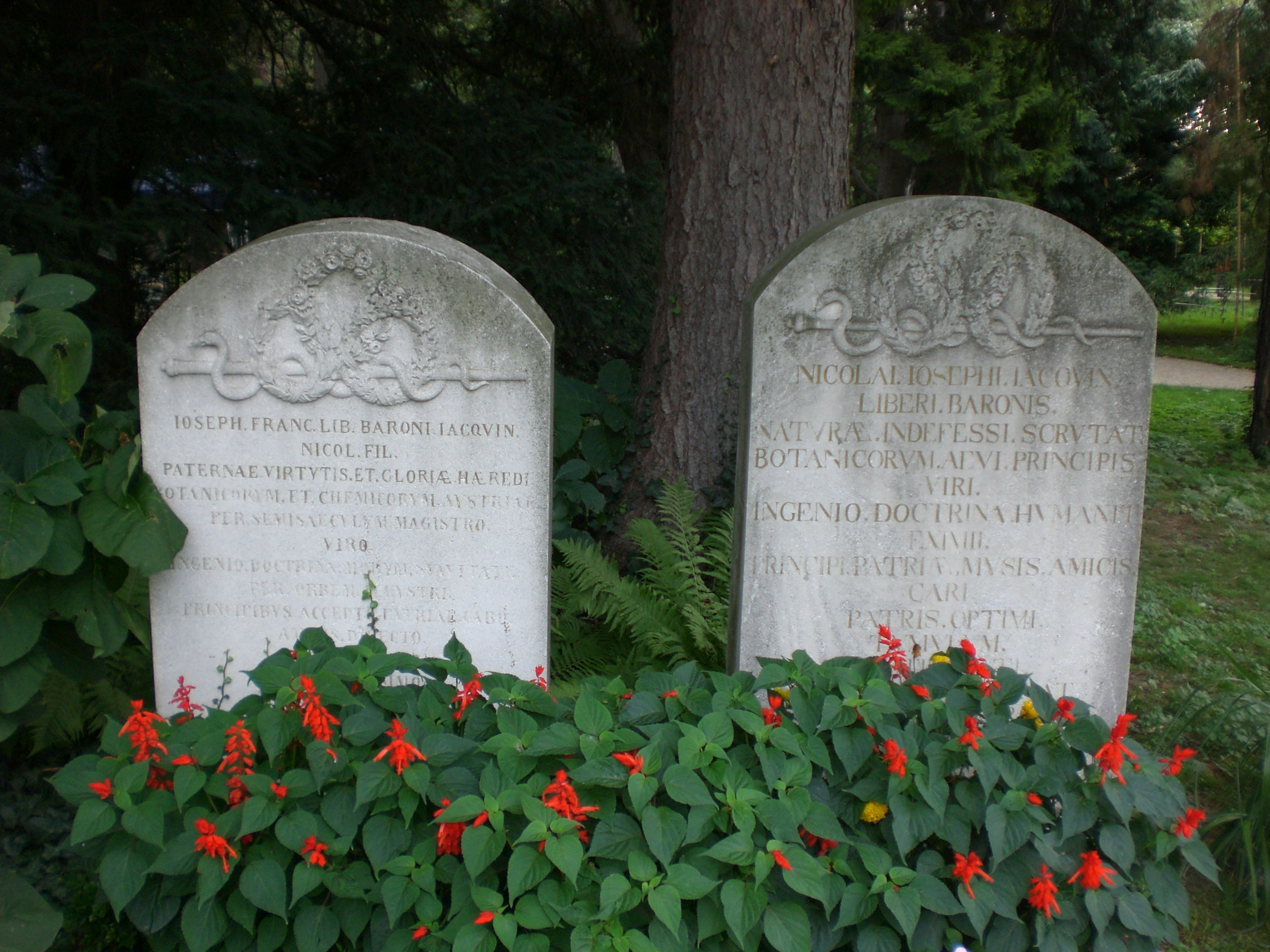
Lápides de Nikolaus Joseph von Jacquin e Joseph Franz von Jacquin no jardim; antiga posição

O Jardim Botânico da Universidade de Viena é um jardim botânico em Viena, Áustria. Abrange 8 hectares e fica imediatamente adjacente aos jardins do Belvedere. É uma parte da Universidade de Viena.
Os jardins datam de 1754, quando a imperatriz Maria Teresa fundou o Hortus Botanicus Vindobonensis com o renomado botânico Nikolaus von Jacquin como um de seus primeiros diretores. Seu filho, Joseph von Jacquin, o sucedeu como diretor, assim como vários outros botânicos importantes, incluindo Stefan Endlicher, Eduard Fenzl, Anton Kerner von Marilaun, Richard von Wettstein, Fritz Knoll, Karl von Frisch e Lothar Geitler. O edifício do Instituto de Botânica foi inaugurado em 1905. No entanto, no final da Segunda Guerra Mundial, o instituto, todas as estufas e toda a área do jardim foram bombardeados e severamente danificados, exigindo grandes trabalhos de reparo.
Os jardins contêm atualmente mais de 11.500 espécies de plantas, incluindo plantas tropicais bem documentadas, particularmente de famílias como Annonaceae, Rubiaceae, Gesneriaceae, Bromeliaceae ou Orquídeas. Suas estufas (ca. 1.500 m²) foram originalmente construídas entre 1890 e 1893, mas foram danificadas durante a Segunda Guerra Mundial; foram renovados ou reconstruídos entre 1970 e 1995. Apenas a estufa tropical no centro do complexo está aberta ao público.
As coleções do jardim incluem:
- Abies pinsapo
- Aesculus pavia
- Asimina triloba
- Cephalotaxus harringtonia
- Diospyros lotus
- Elaeagnus angustifolia
- Ephedra
- Figueira-comum
- Ginkgo biloba
- Gunnera tinctoria
- +Laburnocytisus adamii
- Liriodendron tulipifera
- Magnolia
- Glyptostroboides Metasequoia

- Nothofagus antarctica
- Ostrya carpinifolia
- Paeonia
- Parrotia persica
- Paulownia tomentosa
- Phyllostachys viridiglaucescens
- Pinus aristata
- Platanus orientalis
- Poncirus trifoliata
- Prunus tenella
- Rododendro
- Salvia
- Sequoiadendron giganteum
- Syringa
- Viburnum
- Vitis riparia